# АЕЦ „Атуча“
АЕЦ „Атуча“ (на испански: Central Nuclear Atucha) е атомна електрическа централа в Лима, Аржентина.
Централата има два функциониращи блока с реактори с тежка вода под налягане, производство на германската компания „Сименс“. Изграждането на първия започва през 1968 година и е пуснат в експлоатация през 1974 година, като мощността му е 340 MW. Вторият блок с мощност 693 MW е започнат през 1981 година и след продължително прекъсване в работите е пуснат в експлоатация през 2014 година.
През 2022 година е обявено споразумение с Китайската национална ядрена корпорация за изграждане на площадката на трети блок от модела „Хуалун-1“ с мощност 1200 MW.

## Вижте още
- АЕЦ „Ембалсе“